# Сергеј Чернов
Сергеј Чернов (блр. Сяргей Чарноў; Минск, 5. фебруар 1979) је белоруски атлетичар специјалиста за такмичења у брзом ходању.

## Значајнији резултати
| Датум | Текмичење                  | Место              | Пласман | Дисциплина | Резултат |
| ----- | -------------------------- | ------------------ | ------- | ---------- | -------- |
| 2005  | Универзијада               | Измир, Турска      | 11      | 20 км      |          |
| 2006  | Светски куп у брзом ходању | Ла Коруња, Шпанија | 11      | 20 км      |          |
| 2006  | Европско првенство.        | Гетеборг, Шведска  | 9       | 20 км      |          |
| 2008  | Олимпијске игре            | Пекинг, Кина       | 44      | 20 км      | 1:29:38  |

## Лични рекорди
на отвореном
10.000 м — 40:18,5 — Стаики, 21. мај 2006.
20 км — 1:20:11 — Несвиж, 15. април 2006.
у дворани
5.000 м — 19:26,24 — Минск, 19. јануар 2008.
10.000 м — 40:06,15 — Могиљов, 9. фебруар 2007.